# Saubens
Saubens ist eine französische Gemeinde mit 2.351 Einwohnern (Stand: 1. Januar 2022) im Département Haute-Garonne in der Region Okzitanien. Saubens gehört zum Arrondissement Muret und zum Kanton Portet-sur-Garonne. Die Bewohner werden Saubenois(es) genannt.

## Geographie
Saubens liegt etwa 17 Kilometer südsüdwestlich von Toulouse am Fluss Garonne. Umgeben wird Saubens von den Nachbargemeinden Roques im Norden und Nordwesten, Roquettes im Nordosten, Pins-Justaret im Osten, Villate im Südosten sowie Muret im Westen und Süden.

## Bevölkerungsentwicklung
| Jahr                      | 1962 | 1968 | 1975 | 1982 | 1990 | 1999 | 2006 | 2012 |
| Einwohner                 | 196  | 222  | 536  | 898  | 1010 | 1299 | 1670 | 2065 |
| Quelle: Cassini und INSEE |      |      |      |      |      |      |      |      |

## Sehenswürdigkeiten

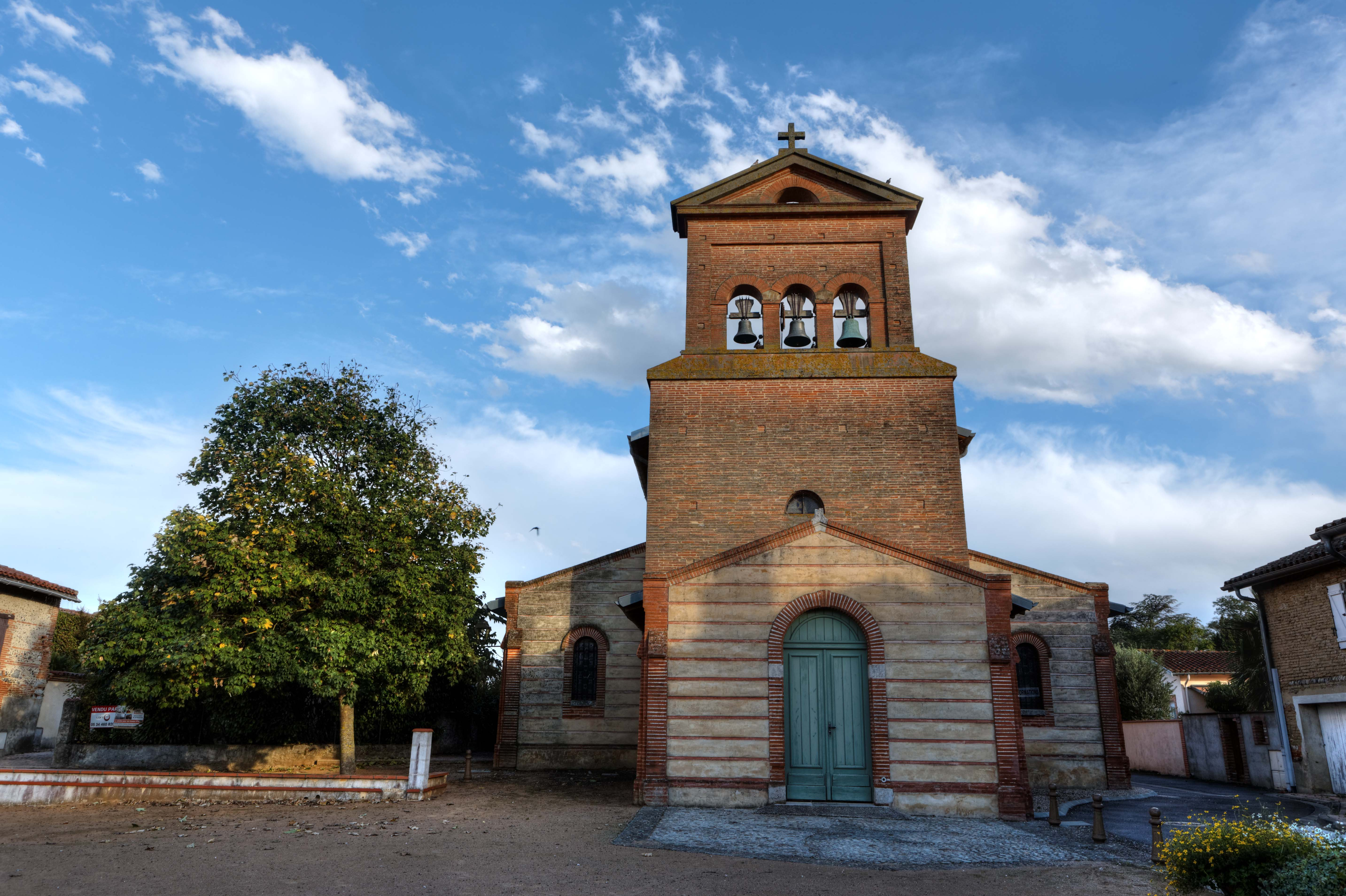
Kirche Notre-Dame

- Kirche Notre-Dame aus dem 13. Jahrhundert, Monument historique seit 1926

## Gemeindepartnerschaften
Mit Trichiana, Ortsteil der italienischen Gemeinde Borgo Valbelluna in der Provinz Belluno (Venetien) besteht eine Partnerschaft.